# (473025) 2015 HX61
(473025) 2015 HX61 es un asteroide perteneciente al cinturón de asteroides, descubierto el 28 de abril de 2011 por el equipo del Spacewatch desde el Observatorio Nacional de Kitt Peak, Arizona, Estados Unidos.

## Designación y nombre
Designado provisionalmente como 2015 HX61.

## Características orbitales
2015 HX61 está situado a una distancia media del Sol de 2,647 ua, pudiendo alejarse hasta 2,956 ua y acercarse hasta 2,338 ua. Su excentricidad es 0,116 y la inclinación orbital 10,08 grados. Emplea 1573 días en completar una órbita alrededor del Sol.

## Características físicas
La magnitud absoluta de 2015 HX61 es 16,7.